# Liste der Kulturgüter in Rochefort
Die Liste der Kulturgüter in Rochefort enthält alle Objekte in der Gemeinde Rochefort im Kanton Neuenburg, die gemäss der Haager Konvention zum Schutz von Kulturgut bei bewaffneten Konflikten, dem Bundesgesetz vom 20. Juni 2014 über den Schutz der Kulturgüter bei bewaffneten Konflikten sowie der Verordnung vom 29. Oktober 2014 über den Schutz der Kulturgüter bei bewaffneten Konflikten unter Schutz stehen.
Objekte der Kategorien A und B sind vollständig in der Liste enthalten, Objekte der Kategorie C fehlen zurzeit (Stand: 1. Januar 2023).

## Kulturgüter
| Foto | | Objekt                                                                                  | Kat. | Typ | Standort                                                 | Beschreibung |
| ---- | --- | --------------------------------------------------------------------------------------- | ---- | --- | -------------------------------------------------------- | ------------ |
| ja   | Datei hochladen · Wikidata zu Cotencher, altsteinzeitliche Wohnhöhle (Q1643779)                        | Cotencher, altsteinzeitliche Wohnhöhle / Cotencher, grotte paléolithique KGS-Nr.: 04119 | A    | F   | 551565 / 201608                                          |              |
| ja   | Datei hochladen · Wikidata zu Le Château, Ruinen des Schlosses von Rochefort - Mittelalter (Q29786047) | Burgruine Rochefort / Ruines du château de Rochefort KGS-Nr.: 04120                     | B    | F   | 551290 / 201913                                          |              |
| ja   | Datei hochladen · Wikidata zu Haus Rousseau (Q29786046)                                                | Rousseau-Haus / Maison Rousseau KGS-Nr.: 11866                                          | B    | G   | Brot-Dessous, Champ du Moulin-Dessous 10 548845 / 200854 |              |